# NTX (гурт)
NTX (кор. 엔티엑스, раніше відомі як NT9 і Neo Tracks No.9) — південнокорейський хлопчачий гурт, створений Victory Company. У гурті 9 учасників: Хьонджін, Юнхьок, Чемін, Чанхун, Ходжун, Рохьон, Инхо, Чісон і Синвон. Чісон наразі не бере участі в діяльності гурту, бо він є активним учасником гурту TAN. Кіхьон покинув гурт у листопаді 2022. NTX офіційно дебютували 30 березня 2021 року з головним синглом «Kiss The World» із дебютного мініальбому Full of Lovescapes.

## Кар'єра

### До дебюту
Сонвон був дитиною-моделлю, актором і колишнім учасником дитячої групи «USS.O Boy» під сценічним псевдонімом «U.Win». Инхо також був дитячою моделлю.

### 2020— тепер: серіяThe Opening, дебют ізFull of Lovescapes
NTX випустили серію переддебютних синглів під назвою The Opening, щоб представити самих себе, починаючи з The Opening: Public, за яким пішли The Opening: Basic Yell, The Opening: Herma та The Opening: The Finale. Гурт просував головні сингли на різноманітних музичних шоу Південної Кореї.
Спочатку гурт мав дебютувати в січні, але через наслідки COVID-19 їх дебют відклали. 30 березня 2021 року NTX офіційно дебютували з дебютним мініальбомом Full of Lovescapes із заголовним треком «Kiss The World».
30 квітня 2021 року оголосили, що гурт дасть свій перший окремий мініконцерт «For You», який відбудеться 29 травня 2021 року.
У вересні 2021 року Чісон з'явився як учасник в реаліті-шоу про виживання The Wild Idol. Він посів 3 місце в фінальному епізоді, що дозволило йому дебютувати в гурті проекту TAN.
7 листопада 2022 Victory Company повідомили, що Кіхьон з особистих причин покидає гурт.

## Учасники
Адаптовано з їх профілю Naver.
| Сценічний псевдонім | Сценічний псевдонім | Сценічний псевдонім | Справжнє ім'я   | Справжнє ім'я   | Справжнє ім'я   | Дата народження             | Позиція у гурті                            |
| Українською         | Латиницею           | Хангилем            | Українською     | Латиницею       | Хангилем        | Дата народження             | Позиція у гурті                            |
| Дійсні учасники     | Дійсні учасники     | Дійсні учасники     | Дійсні учасники | Дійсні учасники | Дійсні учасники | Дійсні учасники             | Дійсні учасники                            |
| ------------------- | ------------------- | ------------------- | --------------- | --------------- | --------------- | --------------------------- | ------------------------------------------ |
| Хьоннджін           | Hyeongjin           | 형진                | Пек Хьонджін    | Baek Hyeongjin  | 백형진          | 25 лютого 2001 (24 роки)    | Лідер, головний вокаліст                   |
| Юнхьок              | Yunhyeok            | 윤혁                | Чон Юнхьок      | Jang Yunhyeok   | 장윤혁          | 9 серпня 2001 (23 роки)     | Ведучий вокаліст, репер, ведучий танцюрист |
| Чемін               | Jaemin              | 재민                | Хон Чемін       | Hong Jaemin     | 홍재민          | 7 березня 2002 (23 роки)    | Головний танцюрист, вокаліст               |
| Чанхун              | Changhun            | 창훈                | Чі Чанхун       | Ji Changhun     | 지창훈          | 4 травня 2002 (22 роки)     | Вокаліст, репер                            |
| Ходжун              | Hojun               | 호준                | Сон Ходжун      | Son Hojun       | 손호준          | 22 травня 2002 (22 роки)    | Ведучий вокаліст                           |
| Рохьон              | Rawhyun             | 로현                | Кім Сохьон      | Kim Seohyun     | 김서현          | 6 березня 2003 (22 роки)    | Вокаліст, ведучий репер, продюсер          |
| Инхо                | Eunho               | 은호                | Чо Инхо         | Cho Eunho       | 조은호          | 5 грудня 2003 (21 рік)      | Вокаліст, продюсер                         |
| Синвон              | Seongwon            | 승원                | Сон Синвон      | Song Seongwon   | 송승원          | 5 листопада 2004 (20 років) | Вокаліст, репер, ведучий танцюрист, макне  |
| Неактивні учасники  |                     |                     |                 |                 |                 |                             |                                            |
| Чісон               | Jiseong             | 지성                | Кім Чісон       | Kim Jiseong     | 김지성          | 23 серпня 2004 (20 років)   | Головний репер, продюсер                   |
| Колишні учасники    |                     |                     |                 |                 |                 |                             |                                            |
| Кіхьон              | Gihyun              | 기현                | Ан Кіхьон       | An Gihyun       | 안기현          | 9 листопада 2002 (22 роки)  | Вокаліст, репер                            |

## Дискографія

### Студійні альбоми
| Назва    | Деталі                                                                                           | Пікові позиції у чартах | Продажі                 |
| Назва    | Деталі                                                                                           | KOR                     | Продажі                 |
| -------- | ------------------------------------------------------------------------------------------------ | ----------------------- | ----------------------- |
| Odd Hour | - Реліз: 15 листопада 2023 - Лейбл: Victory Company - Формат: CD, цифрове завантаження, стриминг | 36                      | - Південна Корея: 6,042 |

### Мініальбоми
| Назва              | Деталі | Пікові позиції у чарті | Продажі               |
| Назва              | Деталі | KOR                    | Продажі               |
| ------------------ | --- | ---------------------- | --------------------- |
| Full of Lovescapes | - Реліз: 30 березня 2021 - Лейбл: Victory Company - Формат: CD, цифрове завантаження, стриминг Трек-лист 1. «Black Hole» 2. «Hi Star» 3. «Kiss The World» 4. «Choco Ice Cream» 5. «Survive» 6. «Ubimuhwhuan» 7. «Choco Ice Cream» (Inst.) 8. «Kiss The World» (Inst.) | 86                     | - Південна Корея: 106 |

### Сингл-альбоми
| Назва     | Деталі | Пікові позиції у чартах | Продажі                 |
| Назва     | Деталі | KOR                     | Продажі                 |
| --------- | --- | ----------------------- | ----------------------- |
| Latecomer | - Реліз: 23 листопада 2022 - Лейбл: Victory Company - Формат: CD, цифрове завантаження, стриминг Трек-лист 1. «Old School» (올드스쿨) 2. «Vintage Girl» 3. «Old School» (올드스쿨) (instrumental) | 84                      | - Південна Корея: 1,045 |

### Сингли
| Назва                   | Рік  | Альбом             |
| ----------------------- | ---- | ------------------ |
| «Black Hole»            | 2020 | Full of Lovescapes |
| «Survive»               | 2020 | Full of Lovescapes |
| «Magic Shoes»           | 2020 | Full of Lovescapes |
| «Ubimuhwhan» (유비무환) | 2020 | Full of Lovescapes |
| «Kiss the World»        | 2021 | Full of Lovescapes |
| «Old School» (올드스쿨) | 2022 | Latecomer          |
| «Holy Grail»            | 2023 | Odd Hour           |

## Концерти
- For You — NTX Mini Concert (2021)[18]

### Концертні тури
- Live Tour Event in Japan Part1 — The Beginning (2022)